# Joseph Olumide
Joseph Olumide (* 10. Oktober 1987 in Lagos) ist ein nigerianischer Fußballspieler. Er agiert als Mittelfeldspieler oder als Stürmer.

## Karriere
Olumide begann seine Laufbahn im Seniorenbereich 2004 beim SV Waldhof Mannheim, bei dem er in der zweiten Mannschaft, die in der Landesliga Rhein-Neckar spielte, eingesetzt wurde. Er erzielte in der Saison 2005/06 in zwölf Einsätzen neun Tore. In der ersten Mannschaft des SV Waldhof konnte er nicht eingesetzt werden, da die nötige Spielgenehmigung fehlte. Um diese bemühte sich der Verein vergeblich.
Im Sommer 2006 wechselte Olumide zum Zweitligisten TuS Koblenz, bei dem er in der Hinrunde der Saison 2006/07 zweimal eingewechselt wurde. Am 31. Dezember 2006 löste er seinen Vertrag bei der TuS auf, da die TuS sich um die Verpflichtung von zwei weiteren Angreifern bemühte, wodurch Olumides Chancen auf längere Einsatzzeiten gesunken waren. Er unterschrieb im folgenden Januar einen Vertrag beim Landesligisten TSG Thannhausen, mit dem er im Sommer 2007 in die Bayernliga aufstieg. In der Winterpause der Saison 2007/08 wechselte er zur zweiten Mannschaft des Hamburger SV. Nach drei Jahren in Hamburg kehrte Olumide zurück nach Bayern, wo er sich zum 1. Juli 2010 dem Wacker Burghausen anschloss. Der Spieler wechselte somit zur Saison 2010/11 in die 3. Liga. Dort führten anhaltende Knieprobleme dazu, dass der Verein den Vertrag im November 2011 auflöste. Im Februar 2012 unterzeichnete Olumide einen bis Saisonende laufenden Vertrag beim baden-württembergischen Oberligisten 1. FC Normannia Gmünd. Nach dem Abstieg der Gmünder schloss er sich dem Oberligarivalen VfR Mannheim an. Zur Saison 2013/14 wechselte er zum Regionalligaaufsteiger SVN Zweibrücken. Dort kam er jedoch nur auf drei Kurzeinsätze und löste den Vertrag in der Winterpause wieder auf. Der hessische Oberligist SV Wiesbaden verpflichtete Olumide im Januar 2014. Im Jahr darauf kehrte er nach Mannheim zurück, wo er seit 2020 im Trainerstab tätig ist.